# 大洋龍
大洋龍（屬名：Halisaurus）是海生爬行動物滄龍科其中的一個屬，大洋龍的體型比起其他滄龍類是相對較小，身長約3-4公尺。在1869年，奧塞內爾·查利斯·馬什命名這個屬。之後在1870年由馬什改名為Baptosaurus，因為他發現輻鰭魚的屬名為Halosaurus。但根據目前的國際動物命名法規，這種一個字母的差異是不需要改名的。

## 大眾文化
大洋龍曾在BBC的電視節目《海底霸王》（Sea Monsters）中短暫出現，節目中提到大洋龍可能埋伏在水底岩洞來捕食小型的動物，類似黃昏鳥。